# مدل مو

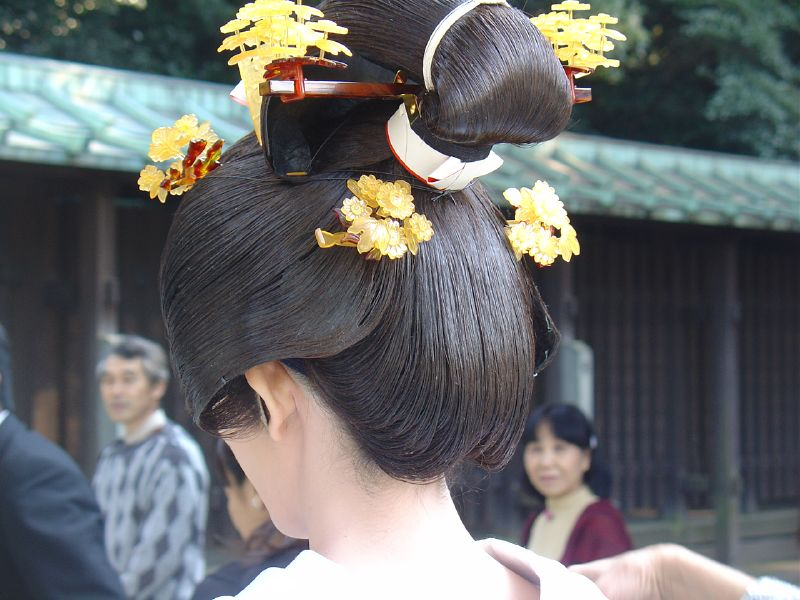
یک مدل موی سنتی از یک عروس ژاپنی

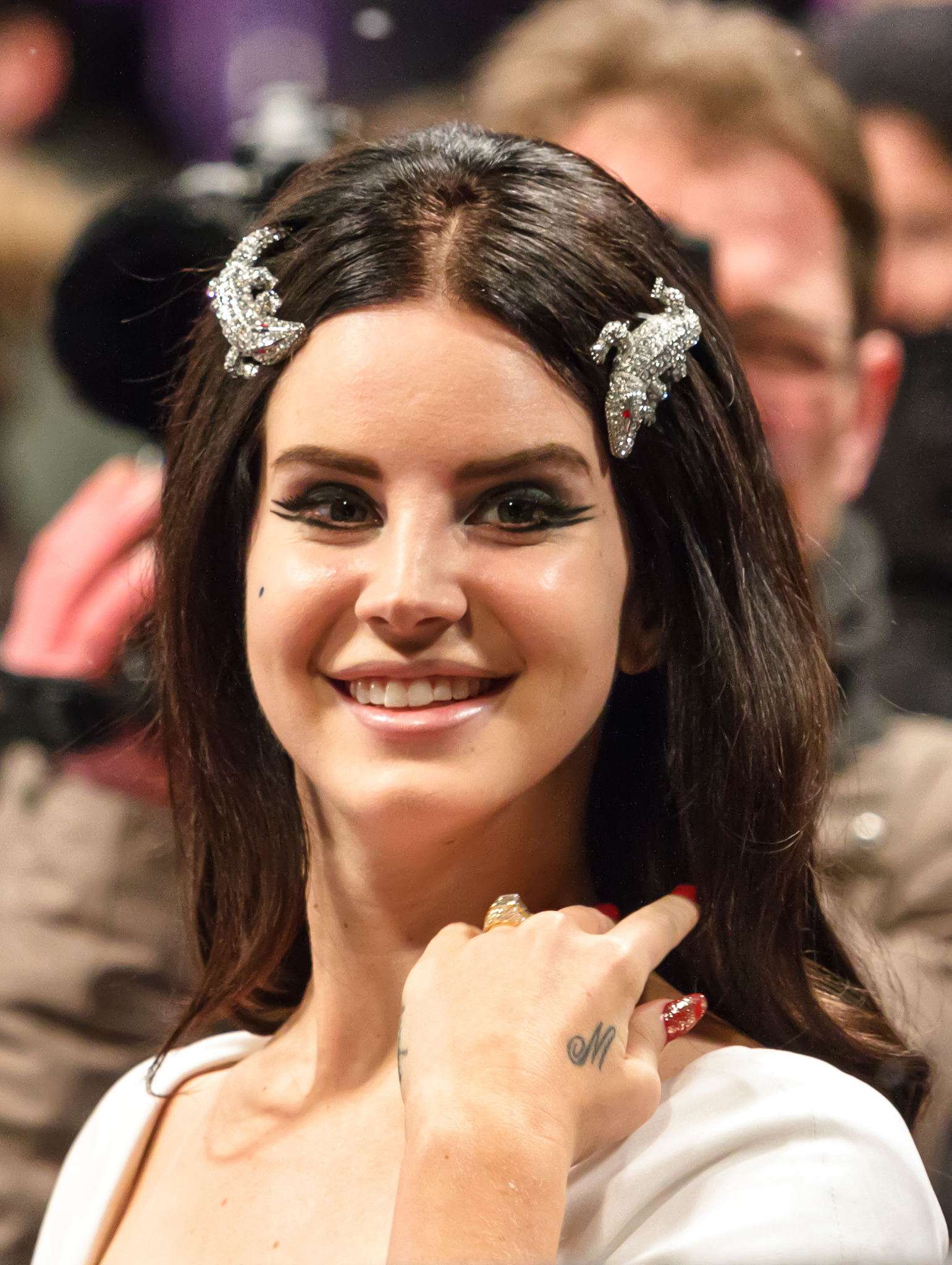
یک مدل موی امروزی در یک رویداد هنری

مدل مو یا آرایش مو یا اصلاح مو اشاره به یک ظاهر طراحی شده مد برای مو دارد که به‌طور معمول روی پوست سر انسان است. مدلینگ مو را می‌توان از سویه‌های بهداشت شخصی، مد و لوازم آرایشی دانست اگر چه ملاحظه‌های مذهبی، عملی، فرهنگی و پرهوادار بودن یک مدل نیز از موردهای اثرگذار بر نفوذ یک مدل مو در انتخاب افراد هستند. قدیمی‌ترین نگاره شناخته شده از مدل بافتن مو قدمتی ۳۰٬۰۰۰ ساله دارد. در تمدن‌های باستانی، موی زنان، استادانه و با توجه به پوشاک آنان، برگزیده و آرایش می‌شد.

## تاریخچه
در همه زمان‌ها، مردم موهای خودشان را به شکلهای مختلف می‌پوشاندند، مشخصاً با مد موجود در فرهنگی که در آن زندگی می‌کردند. مدل‌های مو نمایانگر طبقه اجتماعی، سن، وضعیت زناشویی، مشخص‌کنندهٔ نژاد، باور سیاسی و نگرش دربارهٔ جنسیت هستند.
در بسیاری از فرهنگ‌ها، گاهی" به دلایل مذهبی، زن‌ها موهای خود را زمانی که در جمع‌های عمومی قرار دارند می‌پوشانند و در برخی مانند حریدی یا جامعه اروپایی‌های ارتودکس، موهای زنان تراشیده یا خیلی کوتاه می‌شود و با کلاه گیس پوشیده می‌شود.
پارینه سنگی
قدیمی‌ترین روش شناخته شده برای بافت مو به ۳۰۰۰۰سال قبل بر می‌گردد. ونوس ویلندورف که امروزه به صورت آکادمیک زن ویلندورف شناخته می‌شود یکی از تندیس‌های ونوسی دوران پارینه سنگی است. تخمین زده می‌شود که این تندیس ۲۵۰۰۰ تا ۲۸۰۰۰ سال قبل از میلاد درست شده باشد.

## نگارخانه

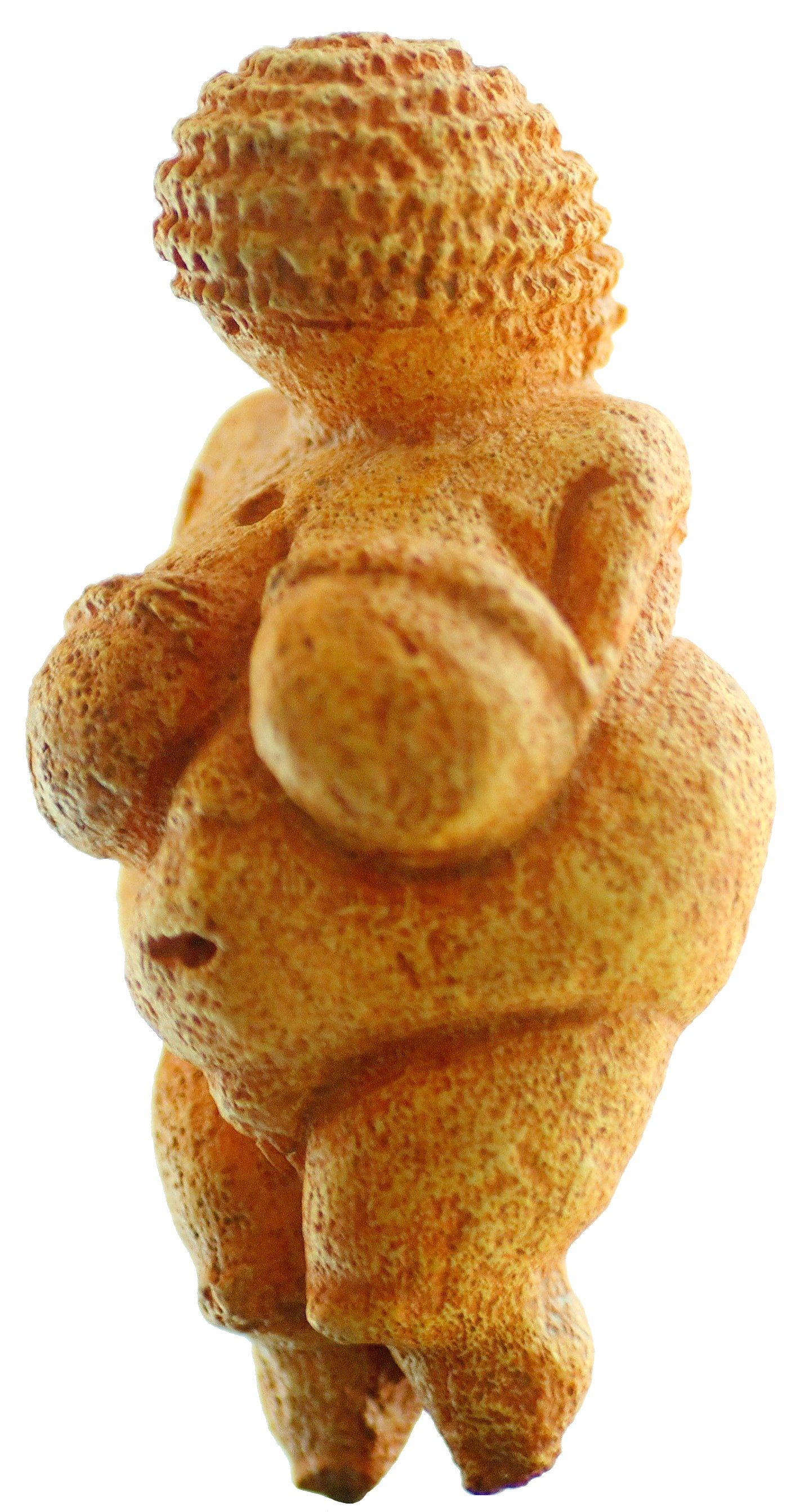
ونوس ویلندورف با موهای بافته (یا پوشیدن یک سبد بافته شده)
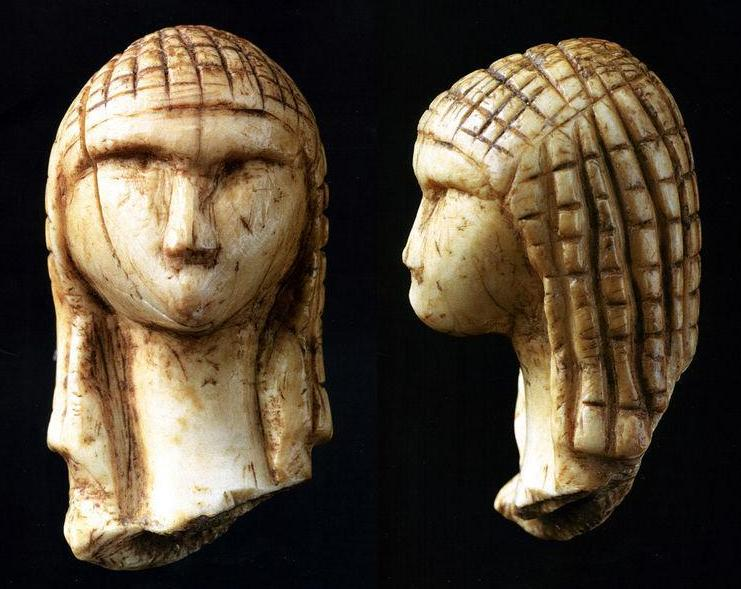
ونوس Brassempouy
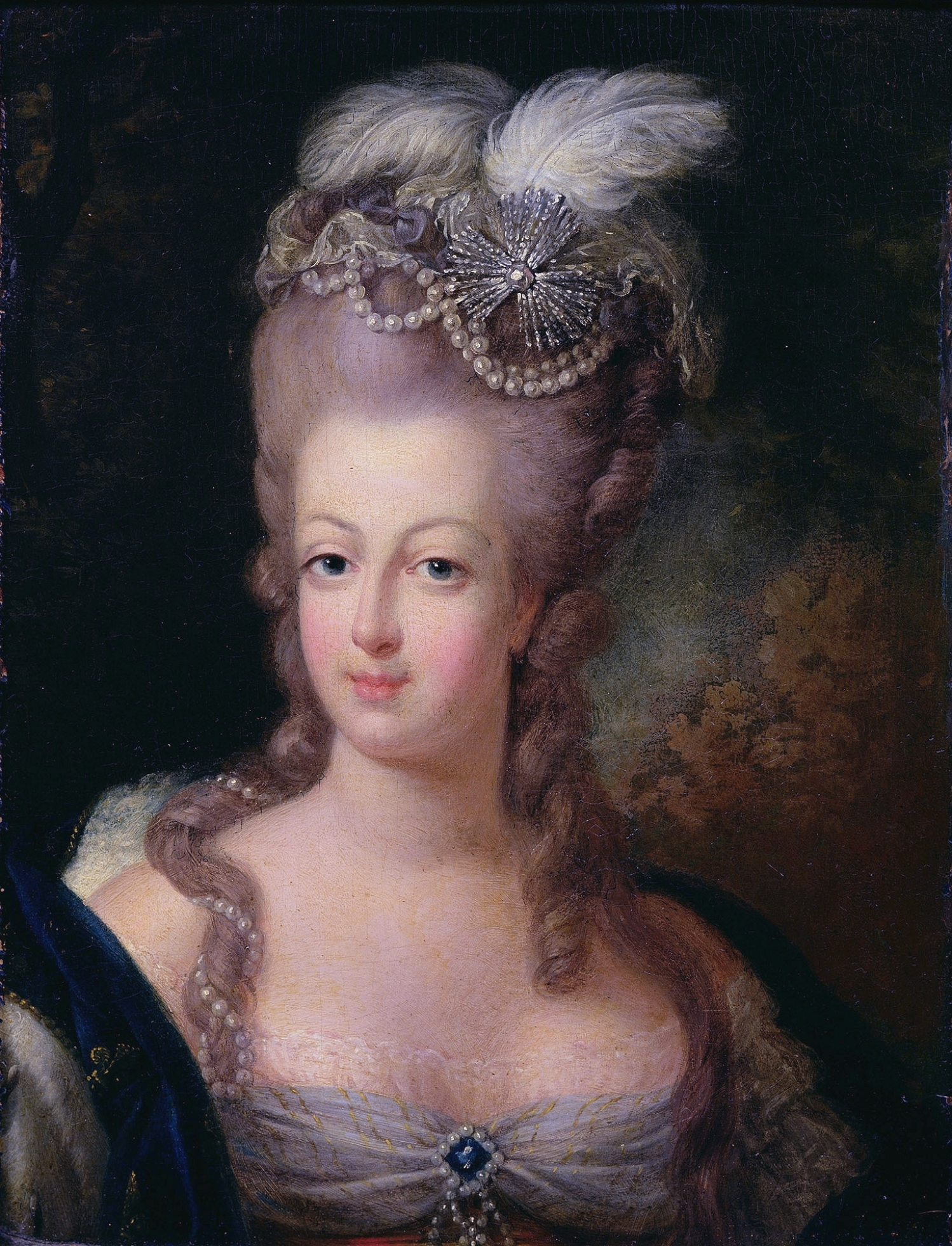
ماری آنتوانت با مدل موهای pouf
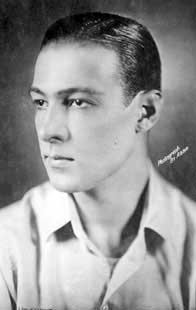
ستاره فیلم رودولف والنتینو
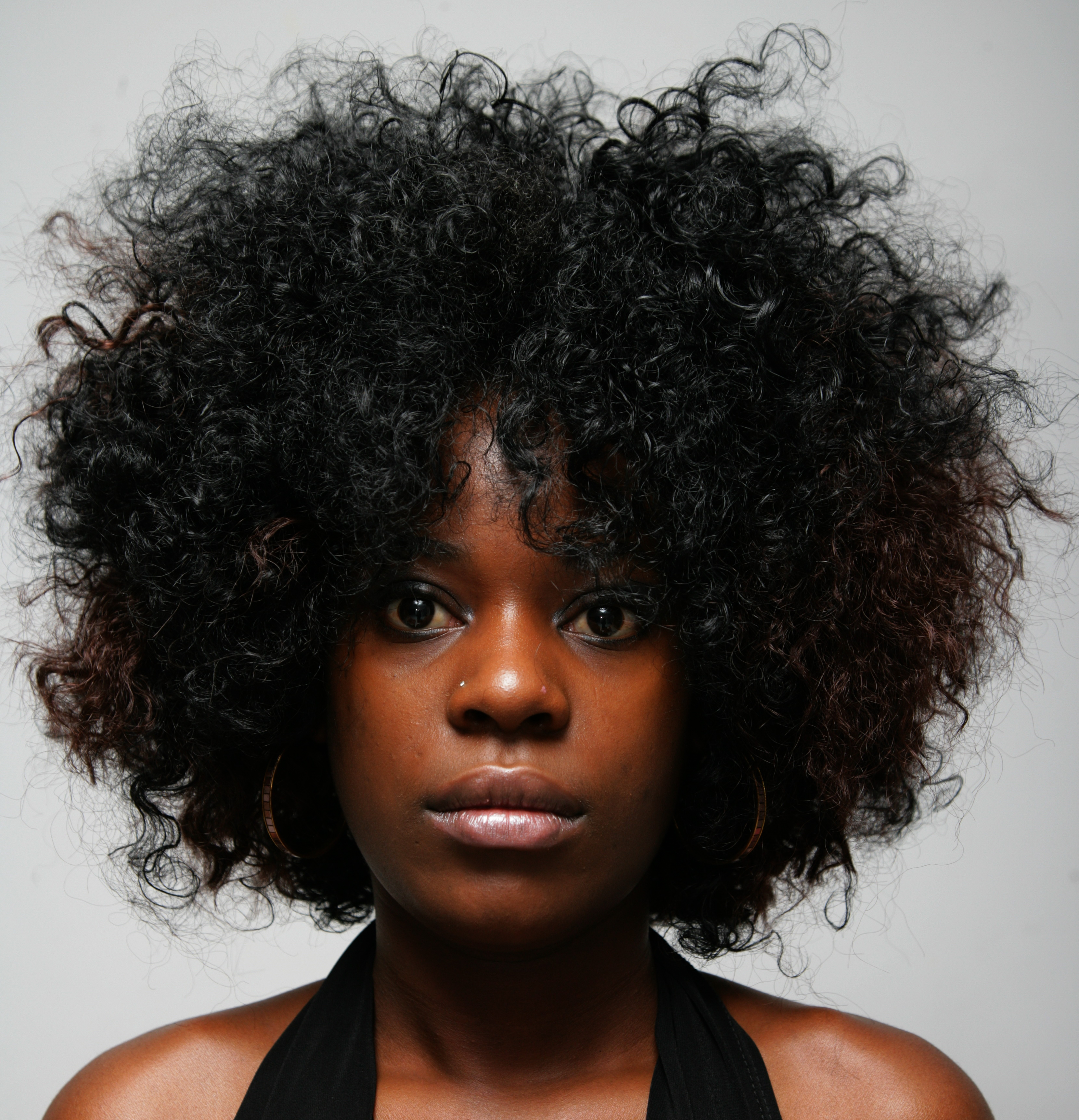
یک زن آفریقایی با مدل موی شل
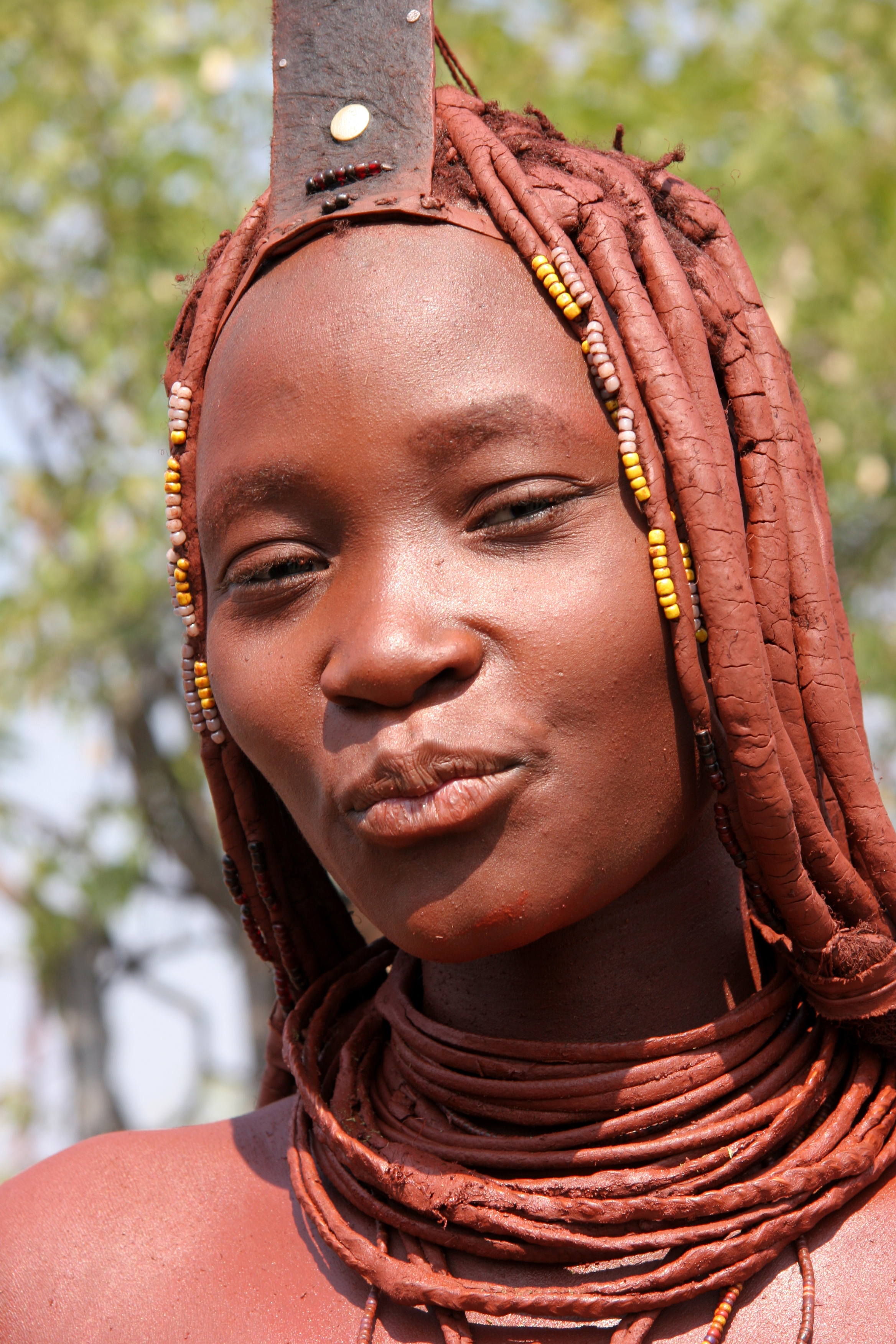
یک ظاهر طراحی شده مو در قبیله هیمبا
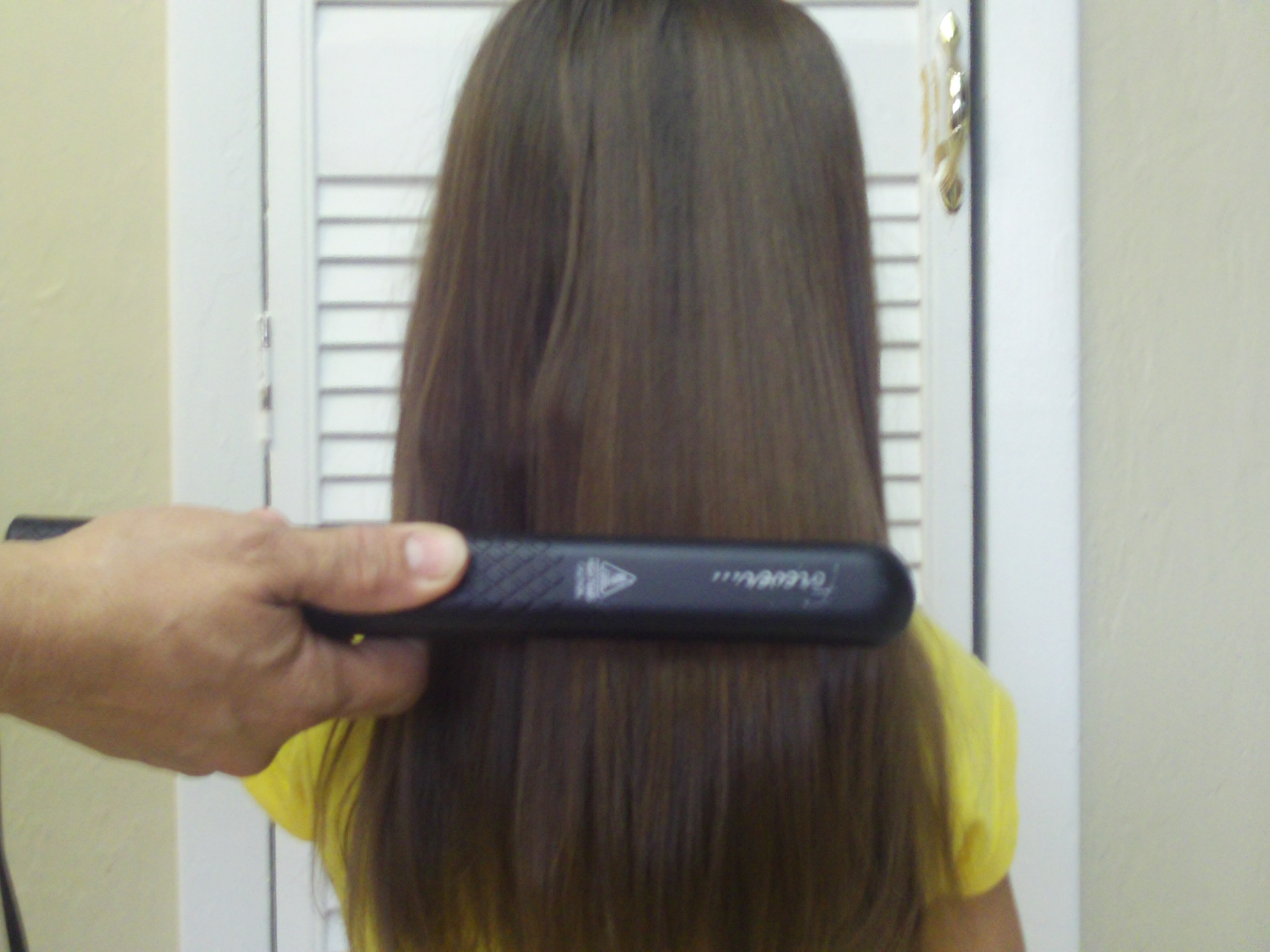
صاف کردن مو با اتوی مو
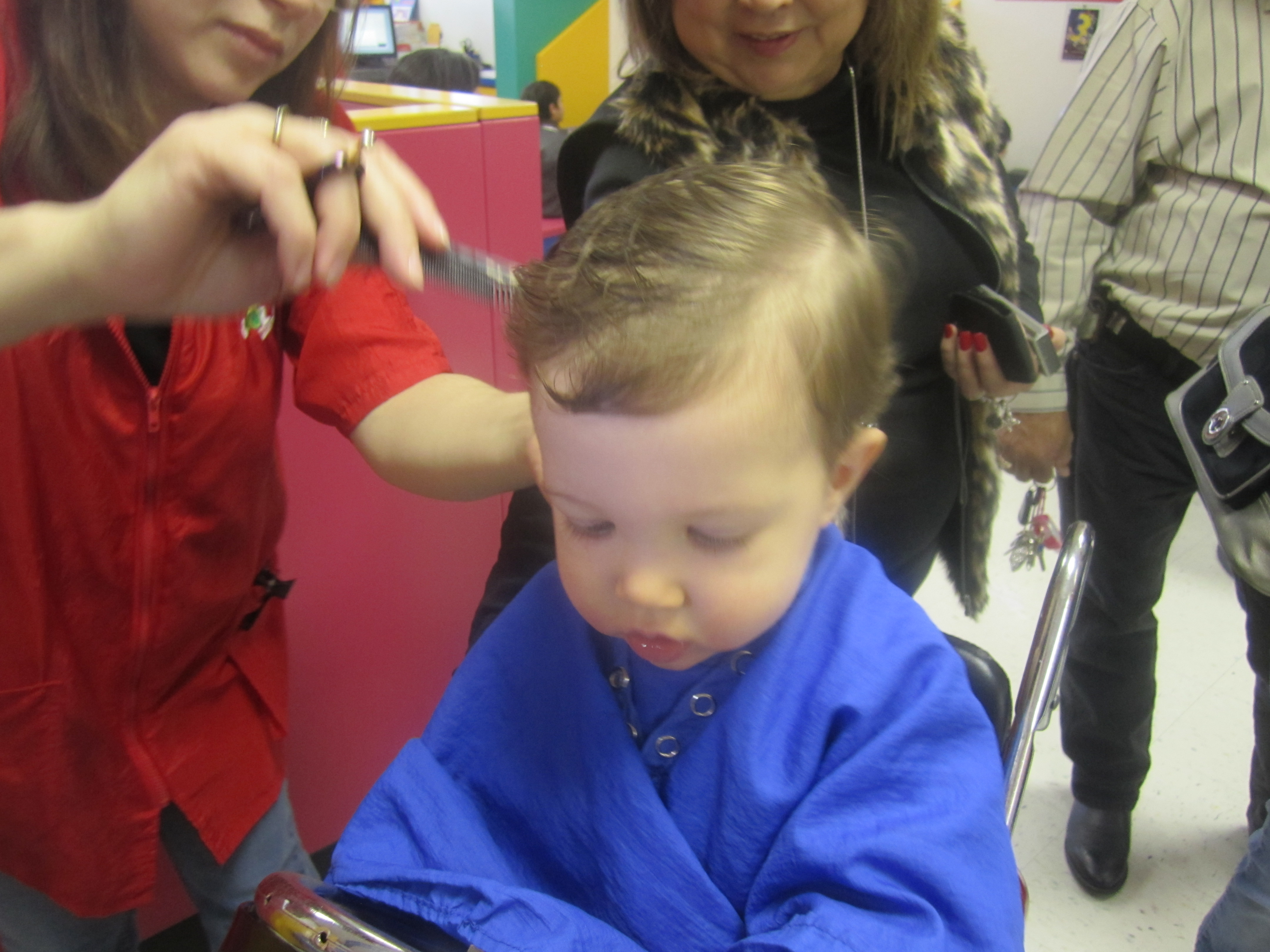
کوتاه کردن موی یک کودک یک ساله در سان آنتونیو برای اولین بارش
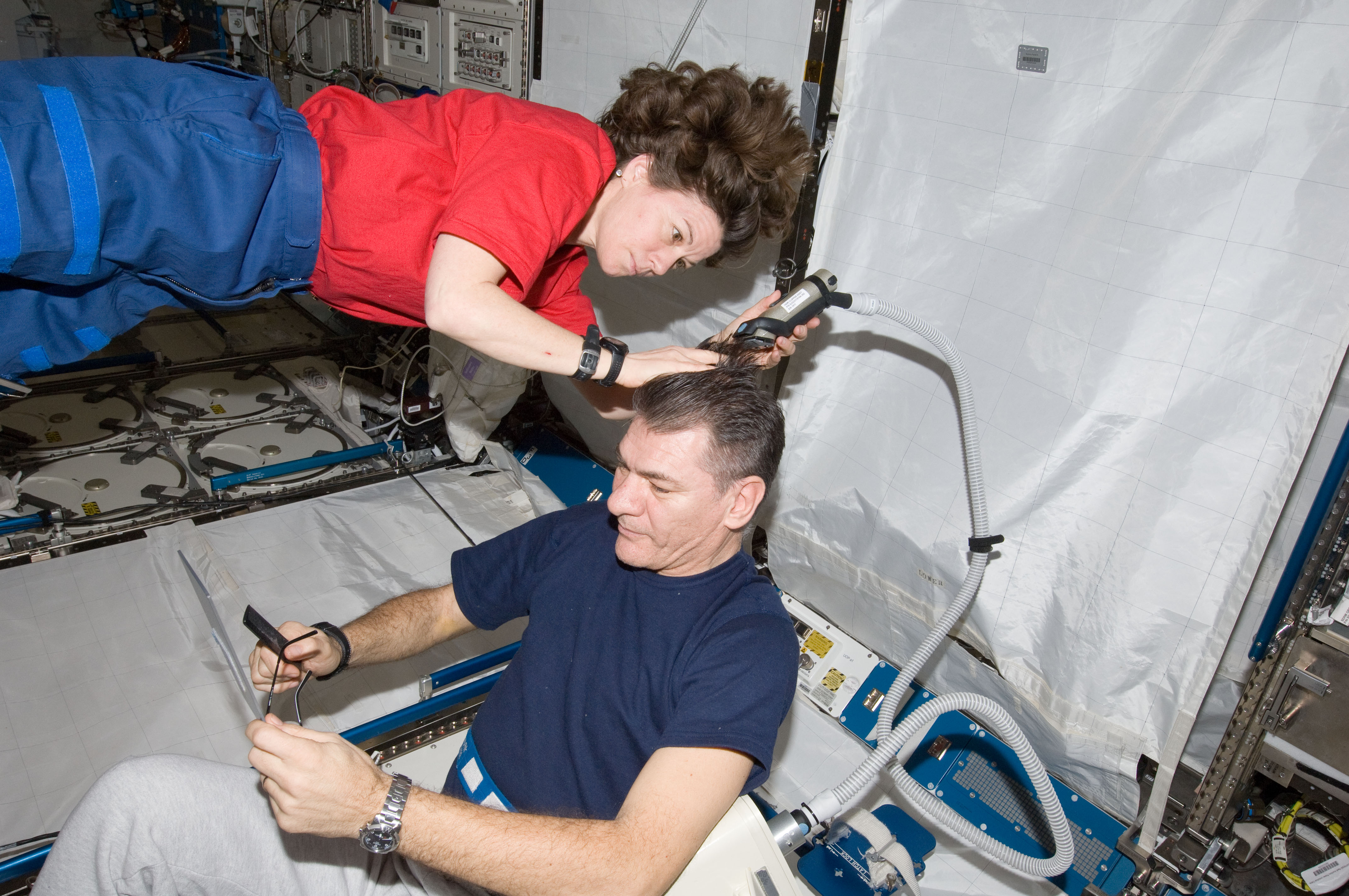
فضانورد ناسا کاترین کولمن در حال مرتب کردن موهای فضانورد آژانس فضایی اروپا پائولو ای. نسپولی در آزمایشگاه فضایی کیبو در داخل ایستگاه فضایی بین‌المللی در طول سفر ۲۶ ماهٔ آنها.